# Červený Kameň (powiat Ilava)
Červený Kameň – wieś (obec) na Słowacji położona w kraju trenczyńskim, w powiecie Ilava. Pierwsze wzmianki o miejscowości pochodzą z roku 1354. 
Według danych z dnia 31 grudnia 2010, wieś zamieszkiwały 744 osoby, w tym 379 kobiet i 365 mężczyzn.
W 2001 roku rozkład populacji względem narodowości i przynależności etnicznej wyglądał następująco:
- Słowacy – 97,40%
- Czesi – 2,34%
- Ukraińcy – 0,13%

Ze względu na wyznawaną religię struktura mieszkańców kształtowała się w 2001 roku następująco:
- Katolicy rzymscy – 96,75%
- Ateiści – 0,78%
- Nie podano – 1,30%

We wsi znajduje się rzymskokatolicki kościół Niepokalanego Poczęcia Maryi Panny z 1796 roku.

## Galeria

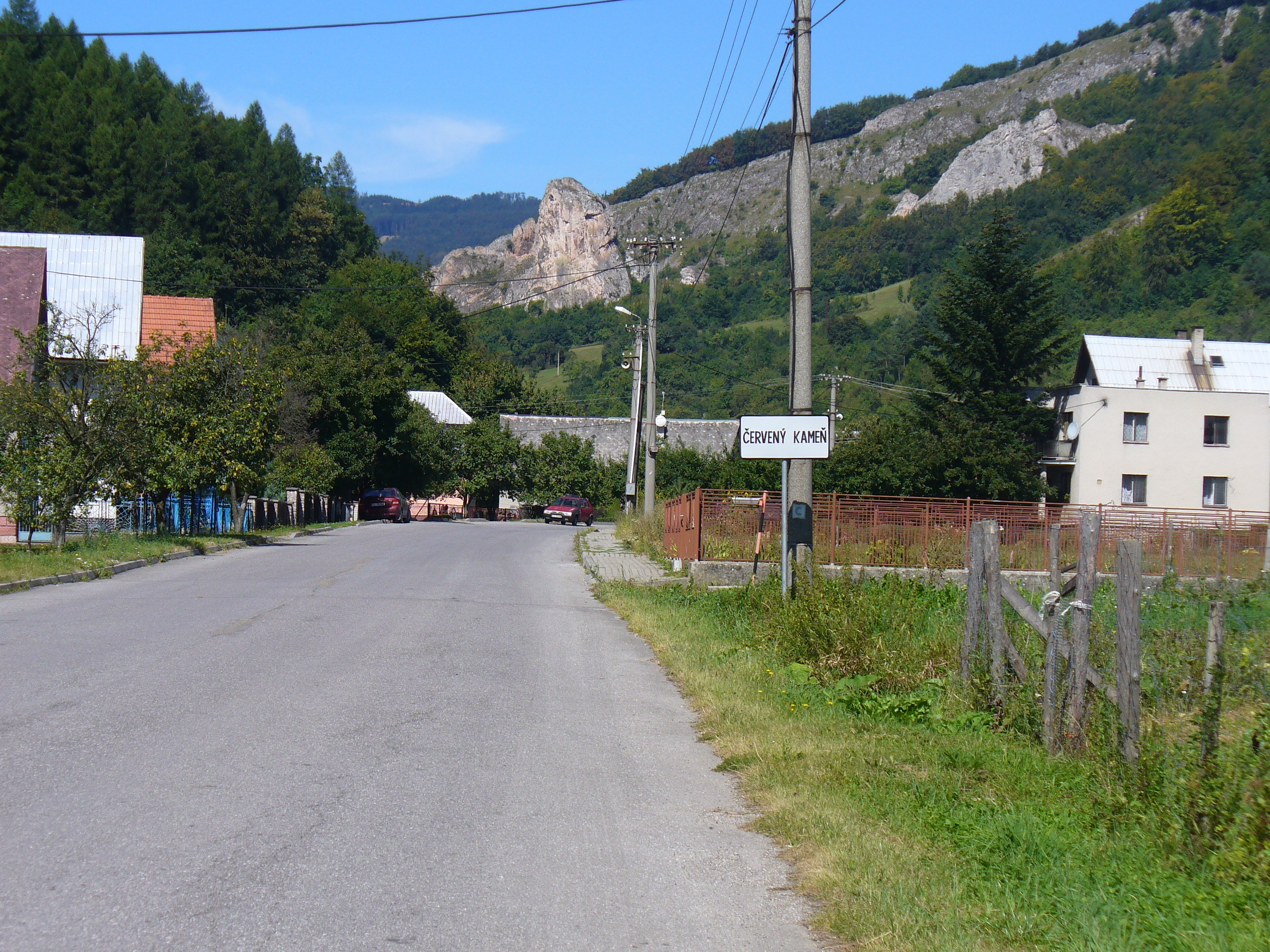
Wjazd do wsi
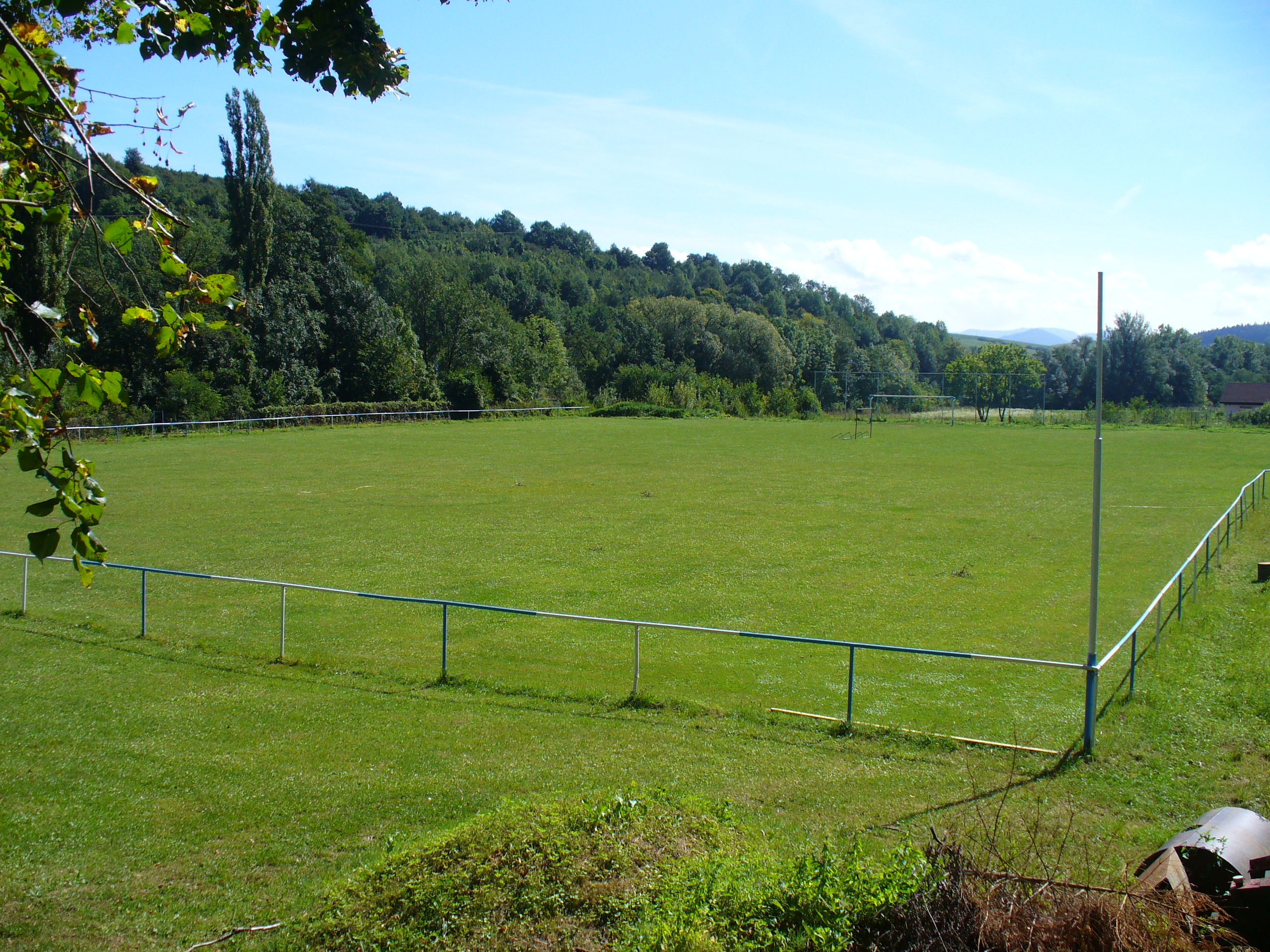
Boisko piłkarskie
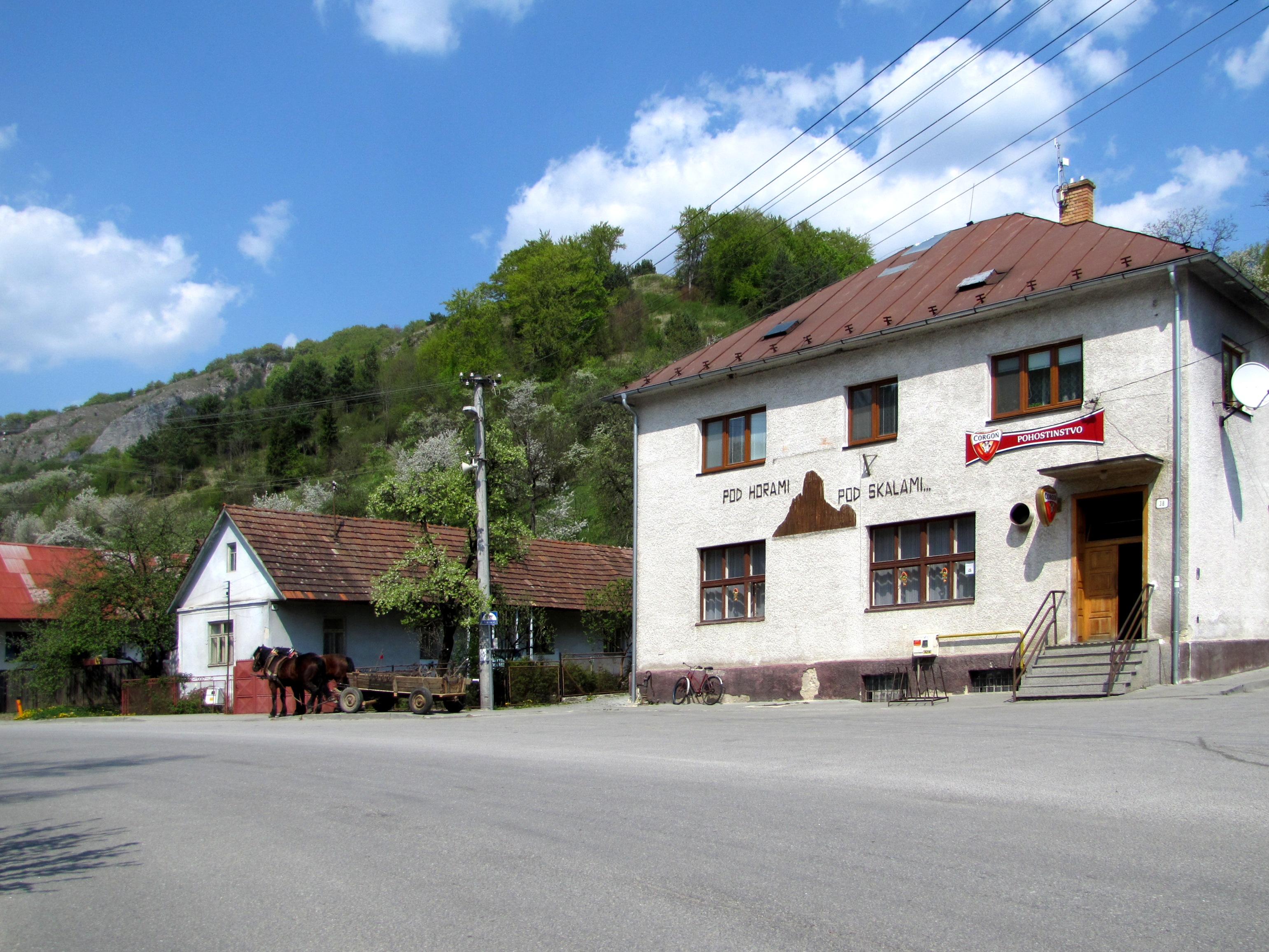
Červený Kameň